# Sænautafell
Sænautafell är ett berg i republiken Island. Det ligger i regionen Austurland, 300 km öster om huvudstaden Reykjavík. Toppen på Sænautafell är 734 meter över havet, eller 174 meter över den omgivande terrängen. Bredden vid basen är 8,2 km.
Trakten runt Sænautafell är nära nog obefolkad, med mindre än två invånare per kvadratkilometer. Det finns inga samhällen i närheten. Trakten runt Sænautafell består i huvudsak av gräsmarker.